# Theraphosa blondi

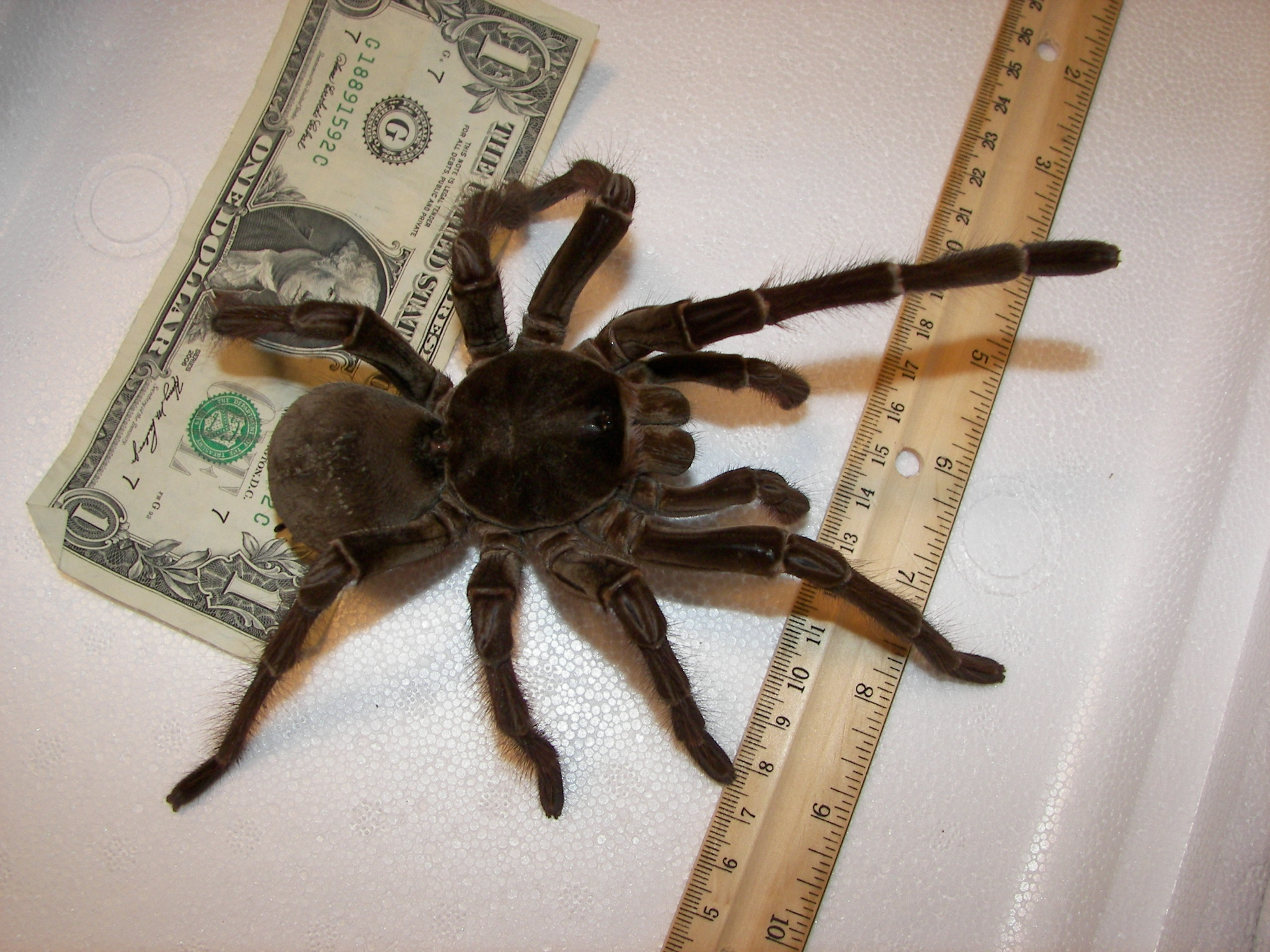
Esemplare adulto di Theraphosa blondi, da notare le grandi dimensioni

La tarantola golia (Theraphosa blondi) è il ragno più pesante al mondo; arriva a pesare fino a 170 g. È anche uno dei ragni più grandi dell'ordine Araneae, nel gruppo delle tarantole: il maschio arriva a misurare 20 cm e la femmina 30 cm. Il maschio è generalmente più snello della femmina. Quando nascono misurano circa 2 cm. Generalmente vivono 15 anni, ma alcuni esemplari possono arrivare a 25 anni.
È una specie velenosa, ma non letale per l'uomo. La reazione del veleno provocata dai morsi è inferiore a quello della puntura di vespa, anche se può variare a seconda dei soggetti colpiti. È una specie molto aggressiva e territoriale.

## Nutrimento, habitat e strategie difensive
Si nutre di invertebrati e insetti come grilli, scarafaggi e ragni più piccoli o di specie diverse. Occasionalmente può nutrirsi anche di piccoli topi o piccoli uccelli. Vive principalmente nella foresta amazzonica, nelle zone del Suriname, Venezuela, Guyana francese e Brasile dove, insieme alla scolopendra gigante, è tra i flagelli delle popolazioni locali. Tra le "armi" dell'animale, ricordiamo il morso velenoso, che però non è tra i più letali, e i peli urticanti che disperde nell'aria. Questi peli sono tra i più pericolosi in tutta la famiglia dei Theraphosidae. Quando è disturbata, può produrre un rumore sibilante piuttosto forte, sfregando insieme le setole presenti sulle zampe. Date le grandi dimensioni ed il notevole peso, questo ragno presenta grosse difficoltà a salire sugli alberi e generalmente vive a terra.

## Vita in cattività
Può vivere in cattività: è necessario possedere un terrario abbastanza grande, delle dimensioni di 40x30 cm. La temperatura deve aggirarsi tra i 22 °C e i 26 °C, e l'umidità deve essere intorno all'80-85%. Come substrato si può utilizzare della torba irlandese. Quando si sente minacciato, il ragno alza le prime zampe anteriori, quelle più vicine ai cheliceri, e rizza i peli, pronto a lanciarli. Si consiglia cautela quando ci si ha a che fare ed è consigliato non toccarlo o sollevarlo, sia per la propria sicurezza sia per quella dell'animale, per il quale, dato il peso corporeo, una caduta potrebbe rivelarsi fatale. Questa specie non rientra comunque nella legge nº 213/2003 poiché il suo veleno non è considerato pericoloso e/o mortale infatti questa specie non ha mai ucciso un uomo. Non necessita di documentazione CITES.

## Tarantole come cibo
Alcune tribù dell'Amazzonia cacciano e cucinano le tarantole. I ragni vengono catturati con l'ausilio di un bastone e le loro zampe legate assieme per poi essere arrostiti ancora vivi. Molto spesso i peli devono essere strappati a uno a uno per evitare irritazioni. Tra le tarantole più saporite, la Theraphosa blondi è considerata una prelibatezza dagli indigeni Piaroa del Venezuela. Secondo il parere di veterinari e biologi gli insetti e gli aracnidi, in particolare le tarantole, sono nutrienti e ricchi di proteine. Alcuni tipi di Theraphosa blondi possono essere usate come nutrimento per altri animali.